# Acétyltransférase

Structure d'un groupe acétyle

Une acétyltransférase (ou transacétylase) est une enzyme de type transférase qui transfère un groupe acétyle.
Ces enzymes font donc partie des acyltransférases (EC 2.3) et forment, avec d'autres, la sous-classe EC 2.3.1.
On peut citer parmi les acétyltransférases :
- les histone acétyltransférases incluant la CBP histone acétyl transférase ;
- la choline acétyltransférase ;
- la chloramphenicol acétyltransférase ;
- la sérotonine N-acétyltransférase.